# Denny Dias
Denny Dias (* 12. Dezember 1946 in Philadelphia) ist ein US-amerikanischer Gitarrist, bekannt aus der Anfangszeit von Steely Dan.

## Werdegang
Dias interessierte sich früh für Jazz (Miles Davis, John Coltrane, Thelonious Monk) und hatte Ende der 1960er eine eigene Band in Hicksville auf Long Island. Er suchte per Annonce nach einem Keyboarder und Bassisten, auf die sich Donald Fagen und Walter Becker meldeten; sie wurden Teil der Band und begannen, ihre Songs zu spielen. Um 1971 zogen die drei nach Kalifornien um und nahmen Schlagzeuger Jim Hodder, Gitarrist Jeff „Skunk“ Baxter und Sänger David Palmer in die Band, die dann als Steely Dan einen Plattenvertrag bekam.
Dias spielte 1972 bis 1974 auf dem ersten drei Alben Can't Buy a Thrill (mit einem elektrischen Sitar-Solo auf Do It Again), und auf Countdown to Ecstasy und Pretzel Logic. Danach beschlossen Fagen und Becker, die Band aufzugeben und mit Studio-Musikern weiterzuarbeiten.
Denny Dias war weiterhin als Studiomusiker an Steely Dan beteiligt, 1975 am Album Katy Lied beteiligt, wo er das Solo auf Your Gold Teeth II spielte, 1976 an The Royal Scam und 1977 an Aja.
1991 ging Dias zu Toto während deren Summer Festival Tour. Weiterhin spielte er Aufnahmen mit Wayne Shorter, Wilfrido Vargas und Pete Christlieb ein.
Danach arbeitete Dias als Programmierer in Los Angeles. Gemeinsam mit Rich McConnell and Basil Hosmer war er Softwarearchitekt für den Clipper 5.x xBase Compiler.

## Diskographie

### CD
- Can't Buy a Thrill - Steely Dan (1972)
- Countdown to Ecstasy - Steely Dan (1973)
- Pretzel Logic - Steely Dan (1974)
- Katy Lied - Steely Dan (1975)
- The Royal Scam - Steely Dan (1976)
- Aja - Steely Dan (1977)
- Tribute to Jeff Porcaro - David Garfield (1997)
- Hoy - Wilfrido Vargas (1997)
- Round the Gum Tree: The British Bubblegum Explosion! - Various Artists (2004)
- Apogee [Bonus Tracks] - Pete Christlieb (2004)
- Footprints: The Life and Music of Wayne Shorter - Wayne Shorter (2004)

### Video
- Classic Albums - Steely Dan: Aja (2000)